# (2550) Houssay
(2550) Houssay es un asteroide perteneciente al cinturón de asteroides, descubierto el 21 de octubre de 1976 por el equipo del Observatorio Félix Aguilar desde el Complejo Astronómico El Leoncito, San Juan, Argentina.

## Designación y nombre
Designado provisionalmente como 1976 UP20. Fue nombrado Houssay en honor al fisiólogo argentino Bernardo Houssay.